# Ferenc Tahy
Ferenc Tahy de Tahvár et Tarkő (en hongrois: tahvári és tarkői Tahy Ferenc ; Franjo Tahy en croate) (1526-1573), est un général et un homme politique du Royaume de Hongrie qui fut notamment Grand écuyer du royaume.

## Biographie
Tahy se distingue dans les guerres hongro-ottomanes durant lesquelles il est nommé commandant de l'armée pour le sud de la Hongrie royale ainsi que commandant des places fortes de Szigetvár et Kanizsa comme "capitaine-général des forteresses frontalières entre le lac Balaton et les rivières Mura et Drava". Il porte ainsi secours depuis Kanisza au siège turc du château de Botszentgyörgy tenu par Gáspár Both de Bajna. À la suite de la saisie de ses domaines en Slavonie et en Hongrie par les Turcs en 1556, il acquiert de nouveaux domaines à Stattenberg, en Styrie, et en 1564 la moitié de la seigneurie Susedgrad-Stubica, ancien domaine de la famille Báthory. Cette acquisition le confronte à la famille Henning qui possédait l'autre moitié de ladite seigneurie. En 1565, avec l'aide des paysans locaux, les Hennings chassent Tahy et sa famille et vainquent l'armée du ban (vice-roi) qui avait été envoyée pour le soutenir. La seigneurie est bientôt administrée de force par le ban (1565-66) puis confisquée par la Chambre de Hongrie (1566-69). Une négociation avec l'administrateur de la Chambre aboutit en 1569 à une location de la seigneurie en faveur de Tahy (1569-72) qui s'empare ainsi de tout le domaine. S'ensuit une série de rébellions locales sévèrement réprimés. Il fait notamment exécuter sans procès deux petits nobles (Ivan Sabov et Stjepan de Brdovec), fait pendre plusieurs serfs et en expulse d'autres. Tahy échappe aux poursuites judiciaires par son influence à la cour. Les traitements sévères de Ferenc Tahy envers les paysans croates sont traditionnellement retenus comme le facteur déclenchant de la révolte paysanne croato-slovène (28 janvier - 9 février 1573). L'historiographie contemporaine souligne d'autres causes cruciales, notamment économiques. Après l'écrasement de cette rébellion, Tahy tombe gravement malade. Il commande à cette époque la réalisation d'une pierre tombale aujourd'hui conservée au ""musée de la rébellion paysanne de 1573" au château Oršić de Gornja Stubica en Croatie. Conseiller royal, il est baron de Stettenberg (1535), főispán de Pozsega et Grand écuyer du royaume de Hongrie de 1554 à 1573.
Originaire d'une famille noble hongroise du comté de Pilis, il est le fils de János Tahy († 1536), ban de Croatie en 1524. Il épouse Jelena Zrinski, sœur du célèbre général Nikola IV Zrinski. Leur fille Margareta est mariée à Péter Erdődy, ban de Croatie (1556-1567).